# شامیل اوماخانوف
شامیل مصطفیویچ اوماخانوف (۱۶ آوریل ۱۹۷۵، خاساویورت، اتحاد جماهیر شوروی - ۲۷ ژوئن ۱۹۹۸، نالچیک، روسیه) - کشتی گیر آزاد روسی، دارنده مدال برنز قهرمانی روسیه در سال ۱۹۹۷ و برنده جام جهانی (۱۹۹۸) بود که در جوانی درگذشت..

## زندگینامه
متولد ۱۹۷۵ در خاساویورت. برادر باگات الدین اوماخانف و مراد اوماخانوف. او تمرینات کشتی آزاد را در سال ۱۹۸۵ در مدرسه ورزش و جوانان اسپارتاک در خساویورت آغاز کرد. مربیان او مربیان افتخاری روسیه ماگومد گوسینوف و سایگیدپاشا اوماخانوف (:en:Saygidpasha Umakhanov) بودند. وی در سال ۱۹۹۱ برنده مسابقات داغستان در بین جوانان و برنده جایزه دوم مسابقات قهرمانی روسیه در وزن تا ۴۰ کیلوگرم شد. سپس او در تورنمنت یادبود قهرمان جهان آلیمبگ بستایف برنده شد. در سال ۱۹۹۲ از مدرسه شماره ۱۳ خساویورت فارغ التحصیل شد..

## جام شامیل اوماخانوف
مسابقات کشتی اوماخانوف از ۱۹۹۹ میلادی به یادبود او برگزار می شود.